# Хохряков, Иван
Ива́н Хохряко́в (род. 1xxx) — российский, пензенский помещик, меценат.

## Биография
О Хохрякове известно немногое; в основном, — то, что писал о нём А.И. Куприн:
...вспомнил он две песенки, которые хорошо известны в русских цирках. Я их тоже знал. ... Другая — историческая — о друге Хохликове Иване и о его злоключениях, сочинённая наполовину по-русски, наполовину по-французски:
Друг наш Хохликов Ivan,
Sur le bi, sur le bout, sur le bi du bout du banc.
Он был весёлый Charlatan,
Sur le bi, sur le bout, sur le bi du bout du banc.
Он раз поехал в Astrakhan,
Sur le bi, sur le bout, sur le bi du bout du banc.
И заболел там Kholeran,
Sur le bi, sur le bout, sur le bi du bout du banc.
Об этой второй песенке я — любитель разыскивать источники и корни безымённого творчества — давно уже наводил справки и, кажется, нашёл следы её возникновения.
Действительно, жил некогда в Пензе такой помещик, только вовсе не Хохликов, а дворянин шестой книги Хохряков, большой чудак, как и все пензенские помещики.
Он любил кутнуть, прихвастнуть, выпить на «ты», набуянить, дать взаймы и задолжать без отдачи, метнуть лихой банк, расплакаться под гитару и кинуть пачку денег цыганам, — словом, был добрый, весёлый, честный и беспутный малый.
Трогательнее всего в этом бесшабашном помещике было то, что он любил цирк и цирковых людей настоящей большой любовью, преданной и неизменной. Когда цирк гостил в Пензе, он не пропускал ни одного представления, не исключая и детских утренников. Он подносил цветы и подарки в бенефисы, крестил детей у артистов и был посажёным отцом на свадьбах. Кабинет его был увешан фотографиями всех известных и неизвестных «циркачей» с их собственноручными подписями, безграмотными и корявыми, но зато украшенными самыми причудливо-роскошными росчерками.
Когда на Хохрякова падали неожиданно с неба большие деньги, он закатывал великолепный обед всему цирковому составу: артистам, ветеринару и доктору — в старой просторной столовой, конюхам на кухне. За обедом цирковой оркестр непременно играл на хорах старинные цирковые вальсы, марши, польки и галопы, и уже издавна было заведено, что весь обед проходил в музыкальном ускоренном темпе, именно так, как наскоро обедают персонажи в цирковых пантомимах. В такт музыке приносили и уносили блюда; делались преувеличенные комические, но точные жесты; чистые тарелки перелетали через стол из рук в руки, вращаясь в воздухе; ножи, вилки и ложки служили предметами беспрестанного ловкого жонглирования, и, конечно, бил посуду в большом количестве сияющий от счастья Хохряков!
Он, когда мог, щедро помогал труппам, впавшим в полосу неудачи. Случалось, что влюблённость в цирковое дело заставляла его следовать из города в город за каким-нибудь бродячим цирком. Таким-то образом он и попал однажды из Пензы в Астрахань, где, как последствие объедения арбузом, его схватила и чуть не отправила на тот свет холера-морбус.
Ах, уж эти русские помещики! Тянет их к себе, тянет кочевая жизнь. ...
Время идти в цирк. Оба Джеретти быстро собираются. Синьора Джеретти делает мне большую честь: позволяет донести ее картонку до цирка. Заодно я беру билет на давно знакомое представление. Что поделаешь? И во мне, как в Хохликове Иване, течёт пензенская кровь.
Другой рассказ Куприна «Царёв гость из Наровчата» практически полностью посвящён Хохрякову.